# Nicholas Ridley
Nicholas White Ridley, Baron Ridley van Liddesdale (Cramlington, 17 februari 1929 – Carlisle, 4 maart 1993) was een Brits politicus van de Conservative Party.
Ridley was tussen 1970 en 1990 bewindspersoon in de kabinetten-Heath (1970–1974) en Thatcher III (1979–1990). Hij was staatssecretaris voor Technologie in 1970, staatssecretaris voor Economische Zaken van 1970 tot 1974, onderminister voor Buitenlandse Zaken van 1979 tot 1981, staatssecretaris voor Financiën van 1981 tot 1983, minister van Transport van 1983 tot 1986, minister van Milieu van 1986 tot 1989 en minister van Economische Zaken van 1989 tot 1990.
Geboren in een adellijke familie, de tweede zoon van Burggraaf Ridley, Matthew White Ridley III na het overlijden van zijn vader in 1964 erfde zijn oudste broer Matthew White Ridley IV de titel van Burggraaf Ridley. Zijn moeder, Ursula Lutyens, was de dochter van de Brits architect Edwin Lutyens. Ridley studeerde technische wetenschappen aan de Universiteit van Oxford. Hij diende als militair in de British Army als Luitenant werkte daarna als civiel ingenieur en ondernemer.
Op 28 juli 1992 werd Ridley benoemd als baron Ridley van Liddesdale en werd lid van het Hogerhuis.
- Bibliothèque nationale de France: cb12258024r (data)
- Gemeinsame Normdatei: 124548733
- International Standard Name Identifier: 0000 0001 0856 6218
- Library of Congress Control Number: n50045561
- Nationale bibliotheek van Australië: 35452403
- Nationale Bibliotheek van Israël: 987007384353305171
- Système universitaire de documentation: 031347665
- Trove: 958046
- Union List of Artist Names: 500215276
- Virtual International Authority File: 36975282
- WorldCat: E39PBJdGMBW7VHxcXTT6GqY9Dq